# 索龍德
索龍德（Thorondir），是英國作家約翰·羅納德·魯埃爾·托爾金（J.R.R. Tolkien）的史詩式奇幻說《魔戒三部曲》中的虛構人物。
他是剛鐸（Gondor）的宰相和第二十二任攝政王（Ruling Steward）。

## 名字
索龍德（Thorondir）一名是辛達語，意思是「鷹之人」Eagle man。

## 總覽
索龍德是剛鐸的登丹人（Dúnedain）。他屬於胡林家族（House of Húrin），父親是剛鐸宰相及第二十一任攝政王貝列克索二世（Belecthor II）。不清楚他有沒有任何兄弟姊妹。他的兒子是圖林（Túrin）。
他是第二十二任剛鐸攝政王，兼任剛鐸的宰相（Steward）。在索龍德任內剛鐸繼續處於和平時期，沒有發生任何大事，他也沒有立下任何顯著功績。
他生於第三紀元2782年，死於2882年，享年100歲。

## 生平
索龍德生於第三紀元2782年，大概是在米那斯提力斯（Minas Tirith）。
2872年，他的父親貝列克索二世逝世，由索龍德繼承宰相之位。在他父親死時，剛鐸聖白樹（White Tree of Gondor）也隨之枯死，索龍德找不到任何聖白樹的種子或幼苗，於是讓枯樹繼續留在王宮前。
第三紀元2882年，索龍德去世，結束10年的統治，由他的兒子圖林繼位。

## 資料來源
1. 1 2 3 4  《中土世界的歷史》 Vol.12《中土世界的民族》 "The Heirs of Elendil"
2. ↑  Thain's Book: Thorondir 的存檔，存档日期2011-10-16.
3. 1 2 3 4  《魔戒三部曲》 2001年 聯經初版翻譯 附錄一帝王本紀及年表

| 前任： 貝列克索二世 | 剛鐸宰相及攝政王 | 繼任： 圖林二世 |